# Breno Bidon
Breno de Souza Bidon (San Paolo, 20 febbraio 2005) è un calciatore brasiliano, centrocampista del Corinthians.

## Caratteristiche tecniche
mezzala sinistra, di piede mancino, dotata di una buona tecnica individuale unita a buone capacità di dettare i ritmi di gioco e con buone doti di rottura. Grazie alla sua intelligenza tattica riesce abilmente a rompere l'attacco avversario per poi far ripartire brillantemente la sua squadra, grazie a questo può essere schierato anche come mediano, preferibilmente in un centrocampo a 2.

## Carriera

### Club
Ha iniziato a giocare a calcio con Portuguesa ed Audax, per poi entrare a far parte del settore giovanile del Corinthians nel 2019. Ha debuttato in prima squadra il 15 marzo 2024 nell'incontro di Coppa del Brasile vinto 2-0 contro il São Bernardo ed il 2 maggio ha segnato il suo primo gol, sempre in coppa, contro l'América-RN.

### Nazionale
Nel 2025 ha segnato una rete in 9 presenze nel campionato sudamericano Under-20, vincendolo.

## Statistiche

### Presenze e reti nei club
Statistiche aggiornate al 8 dicembre 2024
| Stagione        | Squadra         | Campionato      | Campionato | Campionato | Coppe nazionali | Coppe nazionali | Coppe nazionali | Coppe continentali | Coppe continentali | Coppe continentali | Altre coppe | Altre coppe | Altre coppe | Totale | Totale | Totale |
| Stagione        | Squadra         | Comp            | Pres       | Reti       | Comp            | Pres            | Reti            | Comp               | Pres               | Reti               | Comp        | Pres        | Reti        | Pres   | Reti   |        |
| --------------- | --------------- | --------------- | ---------- | ---------- | --------------- | --------------- | --------------- | ------------------ | ------------------ | ------------------ | ----------- | ----------- | ----------- | ------ | ------ | ------ |
| 2024            | Corinthians     | A1/SP+A         | 1+29       | 1          | CB              | 5               | 1               | CS                 | 9                  | 0                  |             | -           | -           | 44     | 1      |        |
| Totale carriera | Totale carriera | Totale carriera | 30         | 1          |                 | 5               | 1               |                    | 9                  | 0                  |             | -           | -           | 44     | 1      |        |

## Palmarès

### Club

#### Competizioni statali
- Campionato paulista: 1

Corinthians: 2025

### Nazionale
- Campionato sudamericano Under-20: 1

Venezuela 2025